# Heliconia irrasa
Heliconia irrasa ist eine Pflanzenart aus der Familie der Helikoniengewächse (Heliconiaceae). Sie ist in Mittelamerika heimisch.

## Beschreibung
Heliconia irrasa ist eine immergrüne, mehrjährige, krautige Pflanze, vegetativ ähnlich einer Bananenpflanze und mit einer Wuchshöhe von 1,5 bis 2 Meter. Die längsten Blätter sind bis zu 100 Zentimeter lang und 27 Zentimeter breit.
Die bis zu 29 Zentimeter langen Blütenstände hängen herab, je Blütenstand finden sich sechs bis neun spiralförmig angeordnete, wellenförmige Tragblätter. Jeder Wickel besteht aus 10 bis 15 Blüten, die Blütenhülle ist am Ansatz weiß bis blassgelb, im Weiteren gelb. Die Kelchblätter sind kahl bis schwach flaumig behaart an den Rändern.
Die Chromosomenzahl beträgt 2n = 24.

## Verbreitung
Heliconia irrasa ist heimisch in Nicaragua, Costa Rica und Panama.

## Systematik und Botanische Geschichte
Die Art wurde 1975 von Robert Roy Smith erstbeschrieben.